# Copelatus duodecimstriatus
Copelatus duodecimstriatus är en skalbaggsart som beskrevs av Aubé 1838. Copelatus duodecimstriatus ingår i släktet Copelatus och familjen dykare. Inga underarter finns listade i Catalogue of Life.